# لیگ برتر فوتبال استونی ۲۰۱۸
لیگ برتر فوتبال استونی ۲۰۱۸ (انگلیسی: 2018 Meistriliiga) بیست و هشتمین فصل لیگ برتر فوتبال استونی است که با قهرمانی باشگاه فوتبال نومه کالیو به پایان رسیده‌است.

## جدول لیگ
| رتبه | تیم                             | بازی | برد | مساوی | باخت | گل زده | گل خورده | گل تفاضل | امتیاز | صعود یا سقوط                                 |
| ---- | ------------------------------- | ---- | --- | ----- | ---- | ------ | -------- | -------- | ------ | -------------------------------------------- |
| ۱    | باشگاه فوتبال نومه کالیو (C)    | ۳۶   | ۲۵  | ۱۱    | ۰    | ۱۱۴    | ۳۲       | ۸۲+      | ۸۶     | صعود به مرحله اول انتخابی لیگ قهرمانان اروپا |
| ۲    | باشگاه فوتبال لوادیا تالین      | ۳۶   | ۲۶  | ۶     | ۴    | ۱۰۹    | ۲۶       | ۸۳+      | ۸۴     | صعود به مرحله اول انتخابی لیگ اروپا          |
| ۳    | باشگاه فوتبال فلورا تالین       | ۳۶   | ۲۵  | ۸     | ۳    | ۱۱۶    | ۳۲       | ۸۴+      | ۸۳     | صعود به مرحله اول انتخابی لیگ اروپا          |
| ۴    | باشگاه فوتبال ناروا ترانس       | ۳۶   | ۱۸  | ۷     | ۱۱   | ۷۶     | ۵۷       | ۱۹+      | ۶۱     | صعود به مرحله اول انتخابی لیگ اروپا          |
| ۵    | باشگاه فوتبال پایده لینامیسکوند | ۳۶   | ۱۴  | ۹     | ۱۳   | ۶۴     | ۷۴       | ۱۰−      | ۵۱     |                                              |
| ۶    | باشگاه فوتبال تارتو تامکا       | ۳۶   | ۱۴  | ۷     | ۱۵   | ۵۶     | ۵۸       | ۲−       | ۴۹     |                                              |
| ۷    | باشگاه فوتبال ویلیاندی تولویک   | ۳۶   | ۸   | ۵     | ۲۳   | ۳۷     | ۱۰۰      | ۶۳−      | ۲۹     |                                              |
| ۸    | باشگاه فوتبال تالینا کالو       | ۳۶   | ۷   | ۷     | ۲۲   | ۵۴     | ۶۸       | ۱۴−      | ۲۸     |                                              |
| ۹    | باشگاه فوتبال کورساره (O)       | ۳۶   | ۶   | ۳     | ۲۷   | ۳۴     | ۱۱۵      | ۸۱−      | ۲۱     | پلی‌آف سقوط                                   |
| ۱۰   | باشگاه فوتبال واپروس پارنو (R)  | ۳۶   | ۲   | ۷     | ۲۷   | ۲۵     | ۱۲۳      | ۹۸−      | ۱۳     | سقوط به لیگ دسته اول فوتبال استونی           |

1. ↑  Narva Trans qualified for the Europa League since they won 2018–19 Estonian Cup.

## پلی‌آف سقوط
| ۱۷ نوامبر ۲۰۱۸       | Elva | ۰–۱   | باشگاه فوتبال کورساره | الوا، استونی                                                 |
| ۱۳:۰۰ (یوتی‌سی ۲:۰۰+) |      | گزارش | Laht ۵۰' (پ)          | ورزشگاه: Elva linnastaadion تماشاگران: ۲۳۵ داور: Siim Rinken |

| ۲۴ نوامبر ۲۰۱۸       | باشگاه فوتبال کورساره | ۱–۰   | Elva | کورساره                                                     |
| ۱۳:۰۰ (یوتی‌سی ۲:۰۰+) | Saar ۶۱'              | گزارش |      | ورزشگاه: ورزشگاه کورساره تماشاگران: ۱۵۲ داور: Kristo Tohver |